# چاه یخچالی

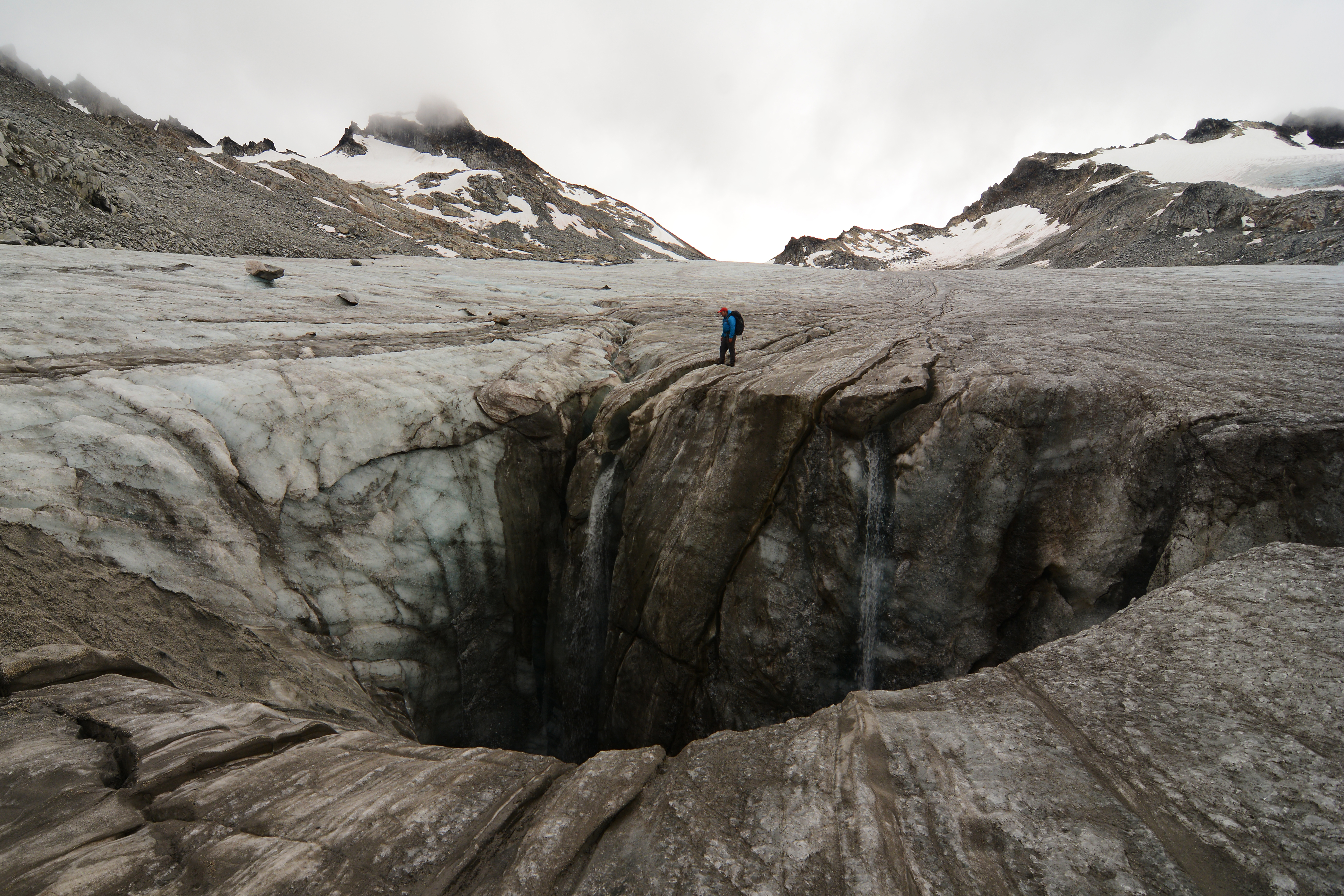
یک کوهنورد به یک مولین عظیم در یخچال اسنوبرددر کوه‌های تالکیتنا واقع در آلاسکا نگاه می‌کند.

طرح شماتیک پدیده‌های یخچالی نشان می‌دهد که چگونه مولین‌ها آب سطحی را به پایه یخچال منتقل می‌کنند.

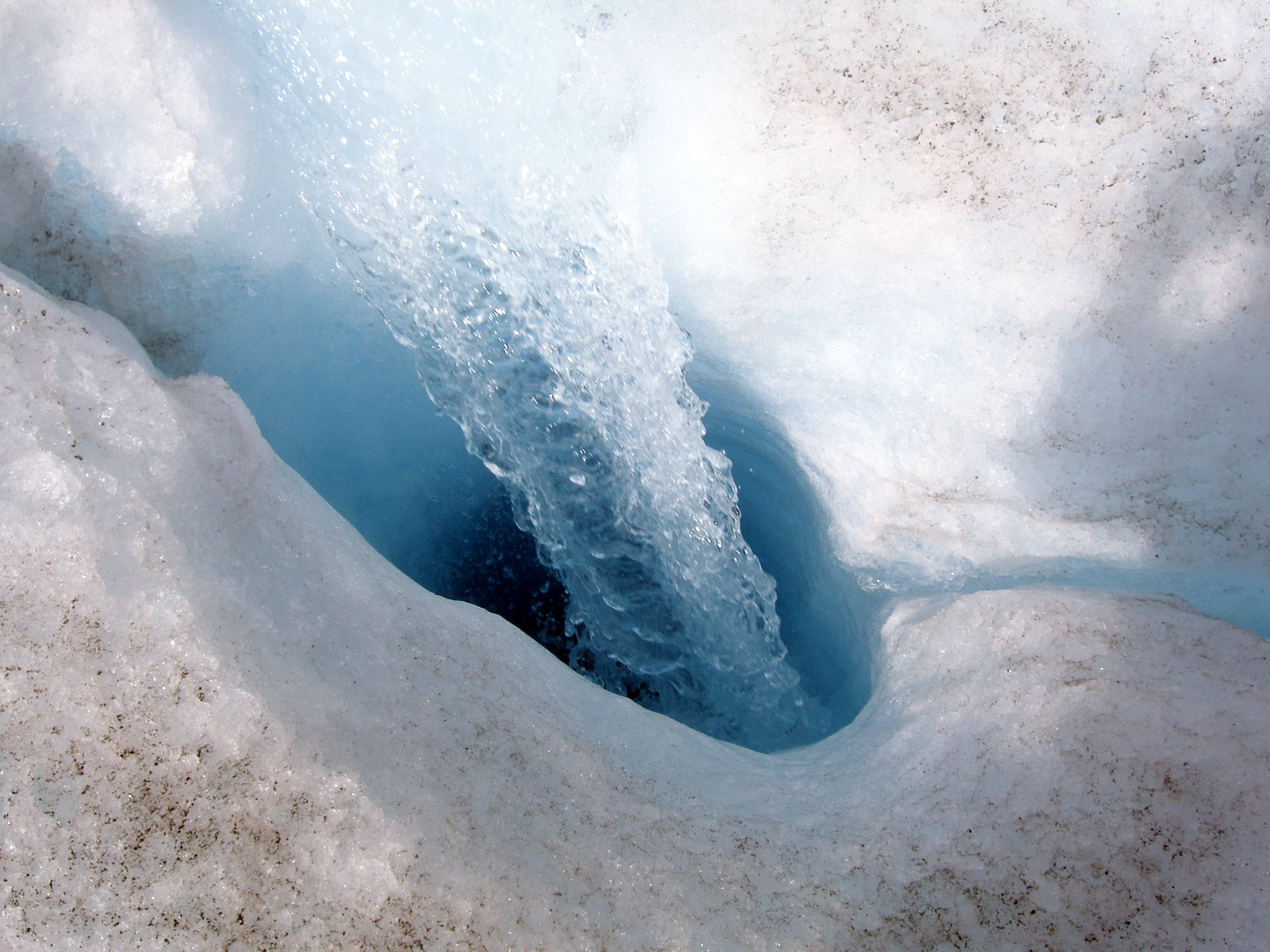
ورود آب‌های سطحی به مولین در یخچال آتاباسکا

چاه یخچالی یا مولین (انگلیسی: Moulin) حفره استوانه‌ای تقریباً دایره‌ای، عمودی (یا تقریباً عمودی) شبیه به چاه است و در جایی تشکیل می‌شود که یک جریان ذوب سطحی ناشی یخ در آن فرومی‌رود. اصطلاح مولین از واژه فرانسوی آسیاب گرفته شده‌است.
مولین‌ها می‌توانند تا ۱۰ متر عرض داشته باشند و معمولاً در صفحات یخی و بخش‌های صاف یخچالی در مناطق دارای یخ‌کافت یافت می‌شوند. چاه یخچالی می‌تواند به کف یخچال به عمق صدها متر یا فقط به عمق معمول یخ‌کافت (حدود ۱۰ تا ۴۰ متر) که آب یخچالی جریان دارد، برسد. مولین‌ها مهم‌ترین عامل تشکیل غار یخچالی هستند.
چاه‌های یخچالی بخشی از ساختار داخلی یخچال‌های طبیعی هستند که آب ذوب‌شده یخچالی را از سطح به پایین تا هر جای ممکن حمل می‌کنند. آب خروجی از یک مولین اغلب در سطح پایه از یخچال خارج می‌شود. این آب گاهی در دریا تخلیه می‌شود و گاهی انتهای پایینی مولین ممکن است در مقابل یک یخچال طبیعی یا در لبه یک بلوک یخی راکد قرار گیرد.
آب مولین ممکن است به لغزندگی پایه یخچال کمک کرده و بر حرکت یخچال تأثیر بگذارد. با توجه به ارتباط مناسب بین یک صفحه یخی و زمین، بخش ابتدایی آب در یک مولین می‌تواند قدرت و واسطه‌ای را برای تشکیل دره دالانی فراهم کند. نقش این آب در روانکاری پایه صفحات یخی و یخچال‌ها پیچیده‌است و در تسریع سرعت یخچال‌ها و در نتیجه در میزان زایش یخچالی نقش دارد.